# ملبيغة ذهبية
ملبيغيا ذهبية (الاسم العلمي:Malpighia aurea) هي نوع من النباتات يتبع جنس الملبيغيا من الفصيلة الملبيغية.